# Майма (озеро, Карелия)
Майма — пресноводное озеро на территории Амбарнского сельского поселения Лоухского района Республики Карелии.

## Общие сведения
Площадь озера — 2,1 км², площадь водосборного бассейна — 6,03 км². Располагается на высоте 122,1 метров над уровнем моря.
Форма озера продолговатая: оно почти на три километра вытянуто с северо-запада на юго-восток. Берега немного изрезанные, каменисто-песчаные, преимущественно заболоченные.
Из северо-западной оконечности озера вытекает безымянный водоток, который, протекая через озёра Региярви и Рая, впадает в губу губу Рая на юго-востоке Топозера.
Ближе к западному берегу озера расположен один относительно небольшой остров без названия.
С северо-запада к озеру подходит просёлочная.
Населённые пункты вблизи водоёма отсутствуют.
Код объекта в государственном водном реестре — 02020000411102000000247.